# Comunità montana Valli Grana e Maira
La Comunità montana Valli Grana e Maira è stata una delle sei Comunità montane della Provincia di Cuneo.

## Storia
La comunità montana è nata dall'accorpamento di due enti preesistenti, nell'ambito della riduzione degli enti montani in Piemonte da dodici a sei. La sede legale di questa comunità montana era a San Damiano Macra, mentre quella operativa era a Caraglio. L'ente è stato soppresso, insieme alle altre comunità montane del Piemonte, con la legge regionale 28 settembre 2012, n. 11.

## Le comunità soppresse

### Comunità montana Valle Grana
Ne facevano parte i comuni di Bernezzo, Caraglio, Castelmagno, Cervasca, Montemale di Cuneo, Monterosso Grana, Pradleves, Valgrana, Vignolo. Aveva sede a Caraglio.

### Comunità montana Valle Maira
Ne facevano parte i comuni di Busca, Villar San Costanzo, Dronero, Roccabruna, Cartignano, San Damiano Macra, Macra, Celle di Macra, Stroppo, Elva, Canosio, Marmora, Prazzo, Acceglio. Aveva sede a San Damiano Macra.